# Katherine Philips

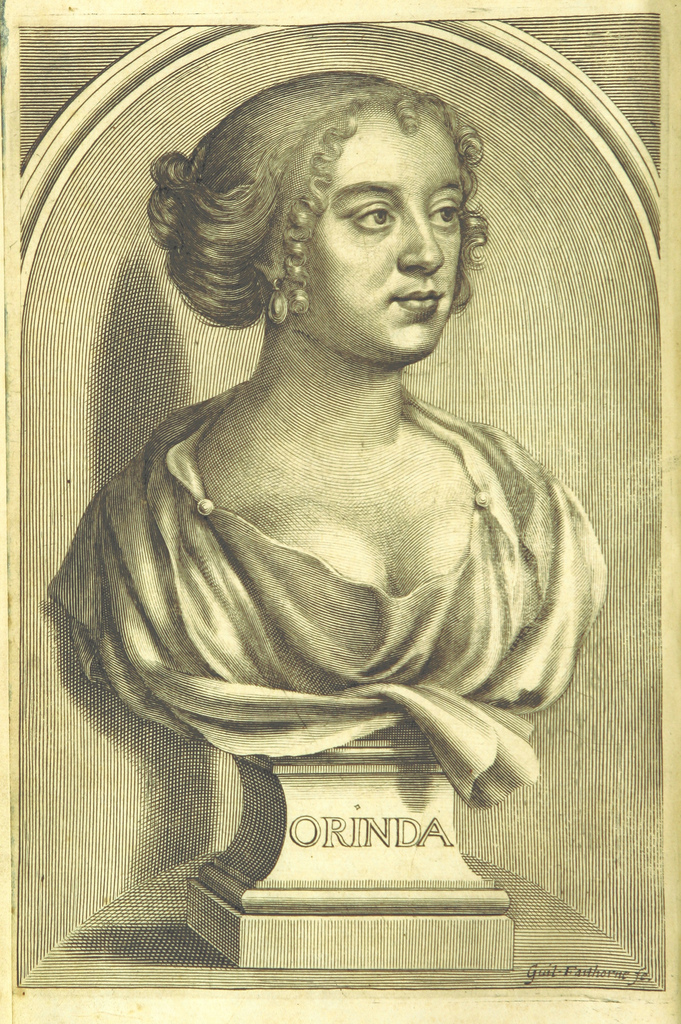
Grabado que representa a Katherine Fowler Philips en sus Poems

Katherine Fowler Philips (Londres, 1 de enero de 1632- Londres, 22 de junio de 1664), llamada la «incomparable Orinda» («the matchless Orinda») fue una poetisa y traductora anglogalesa, conocida principalmente por sus poemas de amistad apasionada entre mujeres. Su tratamiento del amor y de la intimidad entre mujeres eleva y destaca a Orinda como un modelo literario en la tradición literaria inglesa y universal. Para valorar justamente su coherencia temática y su valor como escritora, téngase en cuenta que cultivó este tema en la segunda mitad del puritano siglo XVII. Algunos de sus versos fueron adaptados a la música, como "O Solitude" que fue musitado por Henry Purcell. La poesía completa de Katherine Philips ha sido traducida al español por los profesores de la Universidad de Córdoba Ángeles García Calderón y Juan de Dios Torralbo Caballero en la editorial Cátedra, dentro de la colección Letras Universales en 2020.

## Biografía
Era hija del comerciante presbiteriano de Bucklersbury (Londres) John Fowler. Muy amante de la lectura, se dice que concluyó de leer la Biblia entera a los cinco años y adquirió un dominio notable de varios idiomas. Estudió en un internado, el College of Hackney, donde conoció, entre otros, a Mary Aubrey, la "Rosania" de sus poemas. Con apenas dieciséis años, en 1647, se casó con el parlamentario galés James Philips de Cardigan, que tenía 24 en ese momento y fue uno de los que apoyaron la orden de ejecución de Carlos I de Inglaterra, aunque ella era realista. Es falso que tuviera veinte años más, como frecuentemente se ha escrito. Tuvieron dos hijos y establecieron su hogar en Cardigan (Gales) y formaron una especie de círculo literario o academia pastoril, la "Sociedad de la amistad", en esta casa, cuyos miembros tomaron nombres de pastores; a ella le dieron el de "Orinda", que más tarde usó como pseudónimo y se incluyó en la edición póstuma de 1705 de las Cartas de Orinda a Poliarchus. Poliarchus era el nombre pastoril de Sir Charles Cotterell, quien se habría de convertir en maestro de ceremonias de la corte tras la restauración de la monarquía. Aparte del poeta metafísico Henry Vaughan, también Abraham Cowley formaba parte de los amigos de esa academia y el poeta y dramaturgo William Cartwright (1611-1643) para el cual compuso alguna obra. 
Tras la Restauración de la monarquía (Carlos II), y aunque durante la Guerra Civil había mostrado simpatías monárquicas, se vio involucrada a causa de su esposo en la purga contra los que habían conspirado contra el rey, y este perdió el título y las tierras que había recibido como regalo de Oliver Cromwell. Katherine falleció de viruela en 1664.
Considerada como apóstol de la amistad femenina, la literalidad de sus poemas revelan ese amor como platónico aunque la amistad cultivada en sus versos permite interpretarla más allá del simple plano amistoso e interpretarla con signos pasionales, incluso safismo. Varios han sido los estudios que han indagado esta vertiente homosocial y homoerótica según algunos trabajos. Poetisa aficionada y no profesional, adapta a los géneros poéticos y dramáticos más respetados (poesía bucólica, epístola y tragedia) así como a una exigente espiritualidad, se erigió en modelo de excelencia literaria y moral para las mujeres escritoras de las generaciones siguientes, en detrimento de su contemporánea Aphra Behn, a quien su libertad de costumbres y de tono valieron una reputación de escándalo y con la que frecuentemente fue comparada.
En efecto, numerosas menciones recibió en los decenios siguientes por parte de las mujeres escritoras, poetisas y sobre todo novelistas o ensayistas de orientación conservadora en general que reivindicaron la tradición virtuosa y no comercial de Orinda, por ejemplo Anne Killigrew, Anne Finch, Mary Lee Chudleigh, Mary Astell, Jane Barker, Elisabeth Singer Rowe y Mary Masters.
Hizo algunas traducciones del francés, las más celebrada una de Pierre Corneille, La Mort de Pompée / La muerte de Pompeyo, que completó durante un viaje a Irlanda que hizo en 1662 para reclamar una tierras; se estrenó con gran éxito en lo que ahora es el Royal Theatre de Dublín en 1663. En ese mismo año la pieza se publicó en Dublín y Londres. Fue la primera versión rimada de una tragedia francesa en inglés y la primera obra en inglés escrita por una mujer que fue presentada en un escenario profesional. Al año siguiente hubo una edición de Poemas por la Incomparable Sra. Katherine Philips (1664) pero tras unos días Katherine impidió que se divulgara al no quedar satisfecha de cómo quedó. Su amigo Sir Charles Cotterell realizó una nueva edición de esta colección en 1667. En esta edición se incluyó su traducción de Corneille y otra más del mismo autor, Horace, sobre la famosa leyenda romana del combate entre los hermanos Horacios y Curiacios
Katherine inspiró la figura de Orinda, una viuda anciana e hipersensible a cuestiones de amor y víctima del mismo, aunque platónico, por una mujer, en la tragedia en cinco actos de Girolamo Graziani Il Cromuele (1671), inspirada en la guerra civil de Cromwell.

## Obras
Epístolas y poesías
- Letters by the Late Celebrated Mrs. Katherine Philips, London, W. Onley for Samuel Briscoe, 1697.
- Letters from Orinda to Poliarchus, London, Printed by W.B. for Bernard Lintott, 1705 (2nd ed. enlarged: London, Bernard Lintott, 1729).
- Mutuall Affection between Orinda and Lucasia in: Henry Lawes, Second Book of Ayres, and Dialogues,London, T. Harper for John Playford, 1655.
- Poems. By the Incomparable Mrs. Katherine Philips, London, J.G. for Richard Marriott, 1664.
- Poems by the Most Deservedly Admired Mrs. Katherine Philips, The Matchless Orinda, al cuidado de Sir Charles Cotterell, London, Herringman, 1667.
- Poems. By the most deservedly Admired Mrs. Katherine Philips, the matchless Orinda. To which is added, Monsieur Corneille's Pompey & Horace, Tragedies. With several other Translations out of French, London, Henry Herringman, 1667.

Traducciones
- Pompey: A Tragedy, Pierre Cornèille: Mort de Pompée, Dublin, Printed by John Crooke for Samuel Dancer, 1663.
- Pomey. A Tragedy. Acted with Great Applause'. London, Printed for John Crooke, 1663.

Ediciones modernas
- Louise I. Guiney ed., The Orinda Booklets. No. 1. Cottingham, Near Hull, 1904.
- Julie G. Longe, ed., Martha, Lady Gifford: Her Life and Correspondence (1664-1772): A Sequel to the Letters of Dorothy Osborne, London, George Allen, 1911.
- Paul Elmen ed., “Some Manuscript Poems by the Matchless Orinda.”, in Philological Quarterly, numero 30 (January 1951), pagg. 53-57.
- The Collected Works of Katherine Philips: The Matchless Orinda. Volume 1: "The Poems". Al cuidado de Patrick Thomas, Stump Cross, Essex, 1990.
- "A Song on a Ground, the Words by Madam Philips" in A Micellany of both songs and Personal notes Attributed to Purcell and Others, Washington D.C., The Folger's Library. Pp. 110-111.
- Obra poética, A. García Calderón y J. D. Torralbo Caballero, Madrid, Cátedra, 2020.

## Notas y referencias

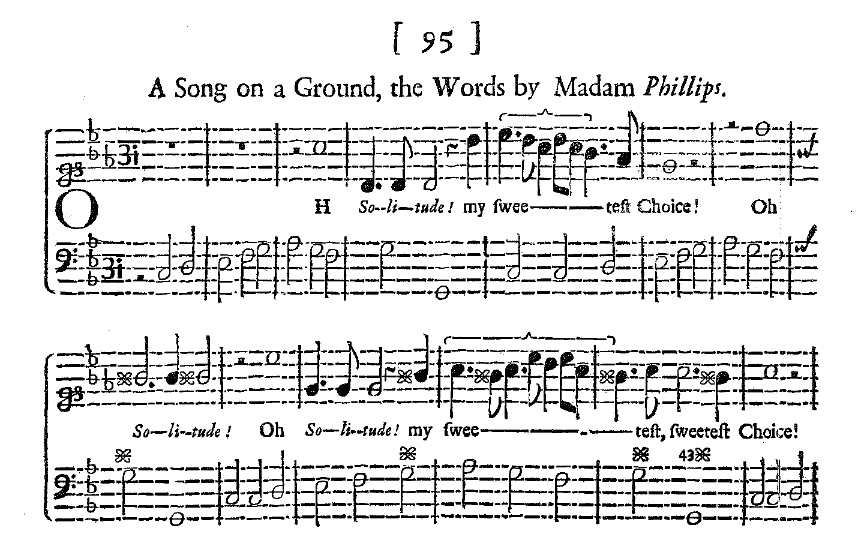
Primeros compases de la canción de Purcell.